# Herbert Schneiders

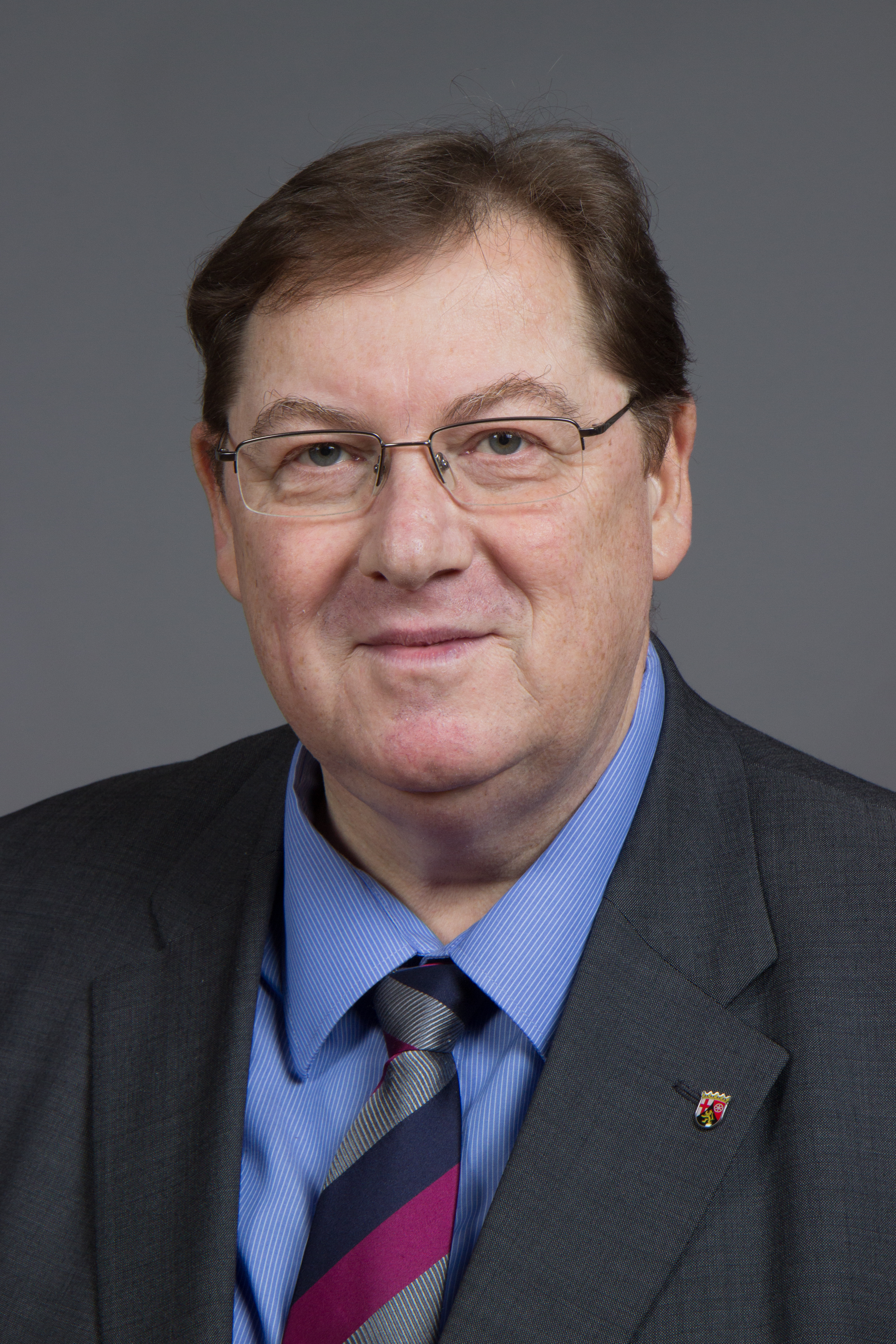
Herbert Schneiders, 2014

Herbert Schneiders (* 2. Juni 1953 in Urschmitt) ist ein deutscher Politiker (CDU) und ehemaliger Landtagsabgeordneter aus der Vulkaneifel in Rheinland-Pfalz.

## Leben und Beruf
Schneiders absolvierte nach dem Abitur 1973 ein Verwaltungsstudium an der Fachhochschule für öffentliche Verwaltung in Mayen. Anschließend studierte er Rechtswissenschaften in Saarbrücken und Mainz und legte 1984 sein zweites Staatsexamen ab. Danach war er bis 1986 Dezernent beim Landkreis Altenkirchen und bis 1989 beim Landkreis Daun. Anschließend war er ein Jahr lang wissenschaftlicher Mitarbeiter der CDU-Landtagsfraktion und bis 1991 Regierungsdirektor bei der Bezirksregierung Koblenz. Seit seinem Rückzug als Berufspolitiker ist Schneiders als niedergelassener Anwalt tätig.

## Politik
1971 trat Schneiders der CDU bei. Von 1990 bis 2006 war er Kreisvorsitzender der CDU Daun. 1994 wurde er Mitglied des Kreistages des Landkreises Daun, in dem er von 1996 bis 2013, mit einer Unterbrechung 2006, Fraktionsvorsitzender war. In der Zeit von 1991 bis zum Ende der Legislaturperiode des 16. Landtag Rheinland-Pfalz 2016 vertrat er als Abgeordneter den Wahlkreis 20 Vulkaneifel – früher Daun – und war dort seit 1996 Vorsitzender des Rechtsausschusses. Ehrenamtlich war er im Kreisverband des Deutschen Roten Kreuzes und ab 1995 auch auf Landes- und Bezirksebene – unter anderem als Justiziar – engagiert. Ebenso war er als Mitglied in Organen der damaligen Kreissparkasse Daun – etwa als Verwaltungsrat – tätig. Weiterhin führte er den örtlichen Rotary Club. Im Zuge der gescheiterten Fusionsbemühungen des Geldinstitutes aus Daun und den Unregelmäßigkeiten um den Sparkassendirektor Grau stand Schneiders zeitweise in der öffentlichen Kritik.